# Odontonema microphyllus
Odontonema microphyllus är en akantusväxtart som beskrevs av L.H. Durkee. Odontonema microphyllus ingår i släktet Odontonema och familjen akantusväxter. Inga underarter finns listade i Catalogue of Life.